# José Morelló del Pozo
José Morelló del Pozo fue un político de la Comunidad Valenciana, España. 

## Biografía
Militante del Partido de Unión Republicana Autonomista (PURA), fue concejal del ayuntamiento de Castellón de 1911 a 1918, alcalde de 1920 a 1922 y de nuevo concejal hasta 1923, cuando fue destituido al establecerse la dictadura de Primo de Rivera. 
En 1930 fue elegido nuevamente concejal en Castellón, cargo que abandonó para ser miembro de la diputación provincial. Fue elegido diputado al Congreso por la circunscripción electoral de la provincia de Castellón en las elecciones generales de 1933 por el Partido Radical. Se distinguió por no apoyar al gobierno de Alejandro Lerroux y se enfrentó a su compañero de partido, Vicente Cantos Figuerola. En las elecciones de 1936 no renovó el escaño.